# Социальный коллапс

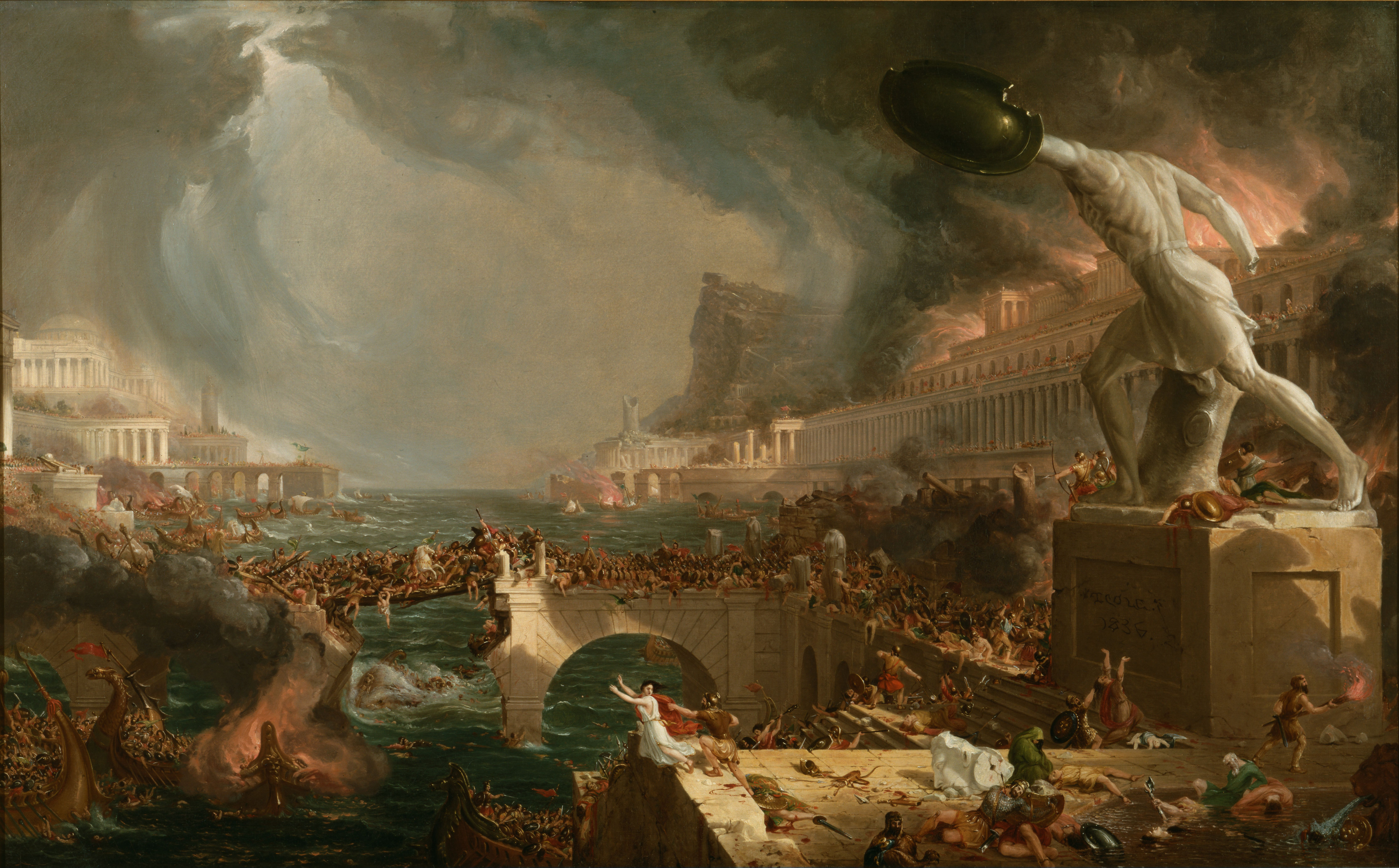
Крушение, картина Томаса Коула из серии Путь империи

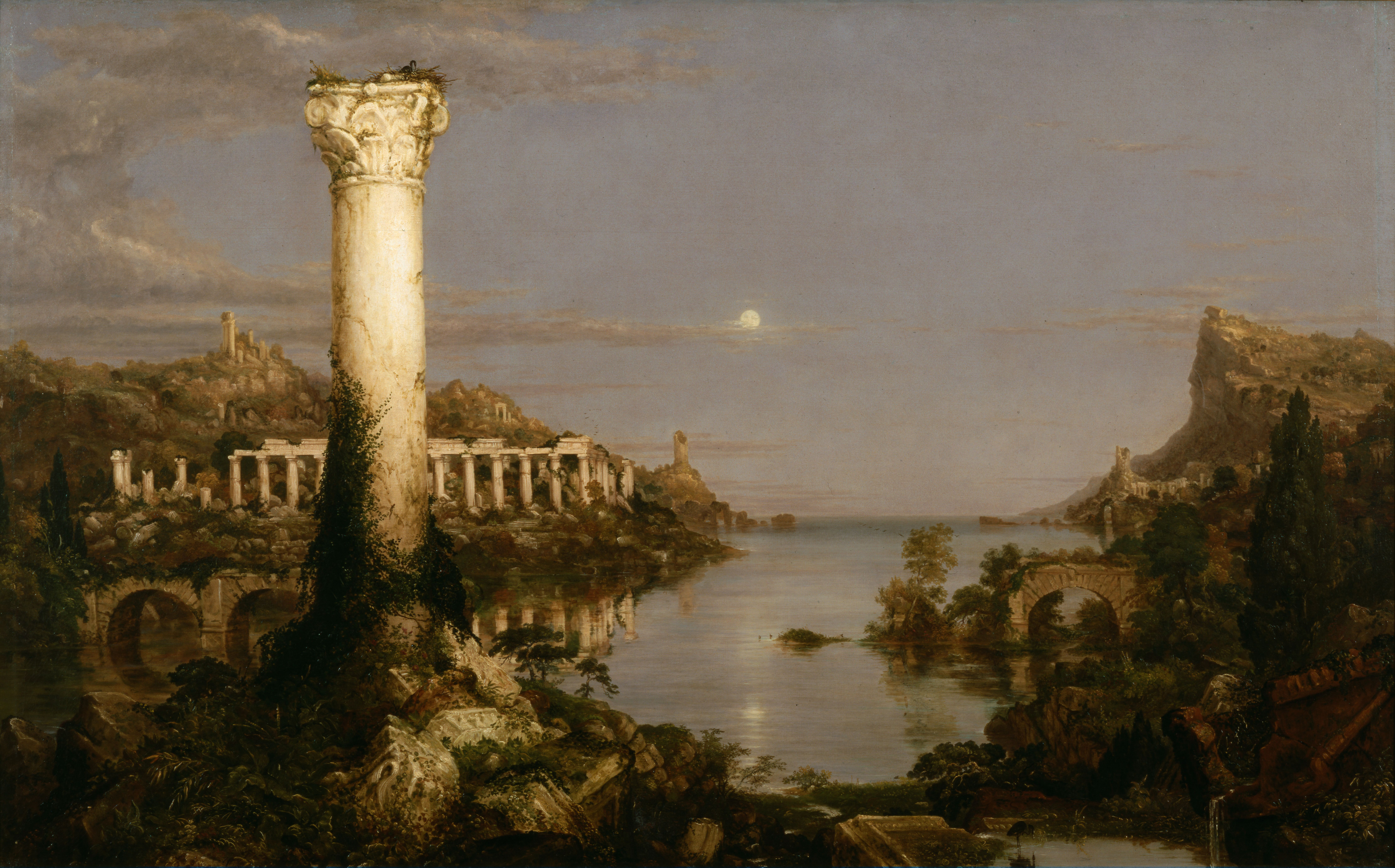
Запустение, картина Томаса Коула из серии Путь империи

Упадок цивилизации (распад социума, социальный коллапс) — последний этап существования, через который, по Тойнби, проходит каждая цивилизация (общество). Характеризуется дезинтеграцией базовых институтов, на которых основано функционирование данного общества («поведенческая клоака»). Изучением механизма распада общества занимаются социология, политология, история и смежные дисциплины.
Примером упадка может служить катастрофа бронзового века: примерно за один век практически все государства Восточного Средиземноморья, отличавшиеся самым высоким для своего времени уровнем экономики и культуры, с отлаженными торговыми связями и дипломатическими отношениями, прекратили своё существование, причём в некоторых из них исчезла даже письменность. О причинах и глубине упадка в науке идут затяжные споры.
Упадок может иметь резкий и по видимости спонтанный характер, как в случае гибели Ассирии, падения цивилизации майя и распада СССР, а может принимать форму постепенного снижения уровня культуры и разложения социальных институтов, как в случае падения Римской империи, которое растянулось на несколько столетий (см. имперское перенапряжение).
Причины, которые способствуют уничтожению общества изнутри, подразделяются на социальные, экономические, культурные, экологические, причём, как правило, имеет место их сочетание. К распаду общества предрасполагают перенаселение и истощение почв (иных природных ресурсов), в совокупности образующие мальтузианскую катастрофу. Непосредственным поводом коллапса в истории часто становились стихийные бедствия (цунами, землетрясение, резкое изменение климата) или вторжения внешних врагов.
Широкое внимание к механизмам социального коллапса привлёк бестселлер Джареда Даймонда «Коллапс: почему одни общества выживают, а другие умирают» (2005), в котором он рассматривает данную проблему на примере упадка общества Острова Пасхи.

## Прогнозы краха современной цивилизации
Со времён шпенглеровского трактата «Закат Европы» (1922) в трудах по философии истории распространены прогнозы грозящего современной цивилизации краха.
Так, по мнению Романа Кржнарика, число свидетельств надвигающегося крушения современной цивилизации растет с каждым днем. Среди них — таяние ледников в результате глобального потепления, исчезновение биологических видов, нехватка воды и др. Кржнарик считает, что все вышеперечисленное говорит о том, что в начале XXI века человечество пересекает критическую черту стабильности земной системы. В то же время эксперты по экзистенциальным рискам предупреждают, что угрозы, исходящие от таких технологий, как искусственный интеллект и синтетическая биология, становятся все более масштабными и могут привести к массовой гибели людей ещё до конца XXI века.